# HMGN4
A proteína 4 contendo o domínio de ligação ao nucleossomo de grupo de alta mobilidade é um fator de transcrição que em humanos é codificado pelo gene HMGN4.

## Função
Acredita-se que a proteína codificada por este gene, um membro da família de proteínas HMGN, reduza a compactação da fibra da cromatina nos nucleossomos, aumentando assim a transcrição de modelos de cromatina.